# Pays de Caux

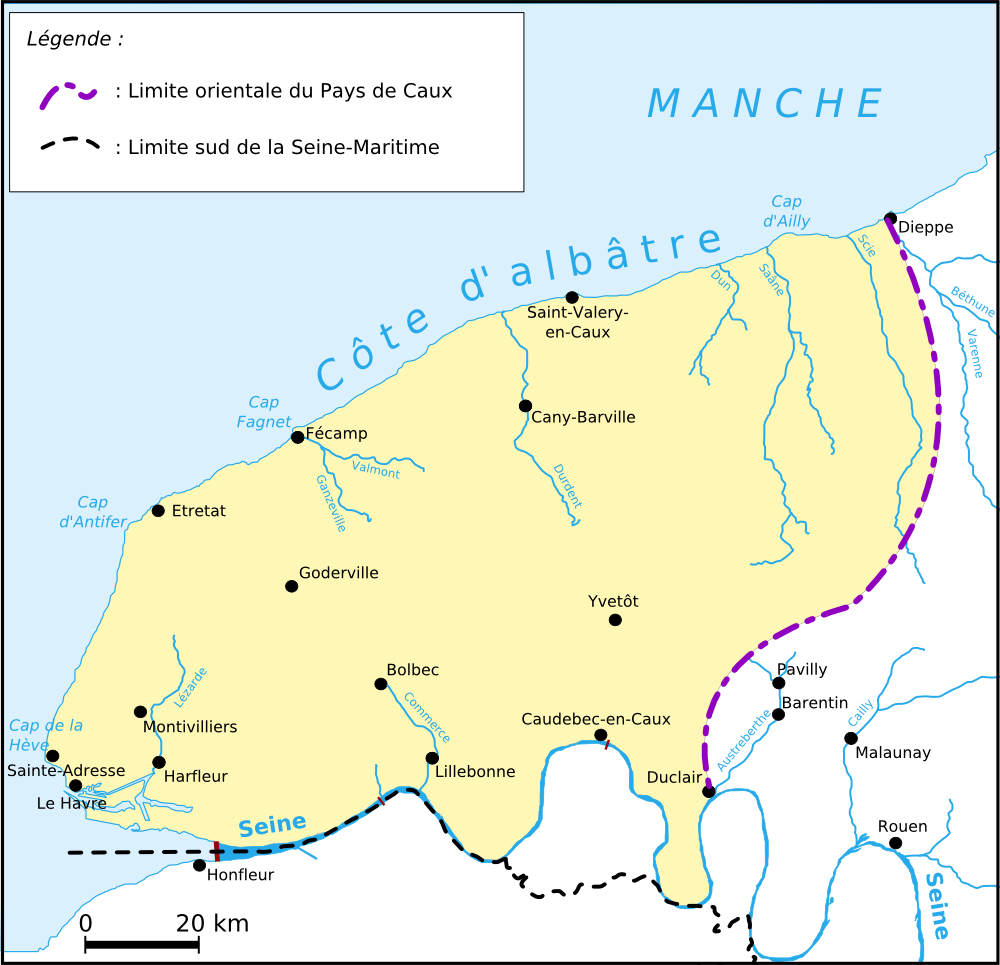
Mapa

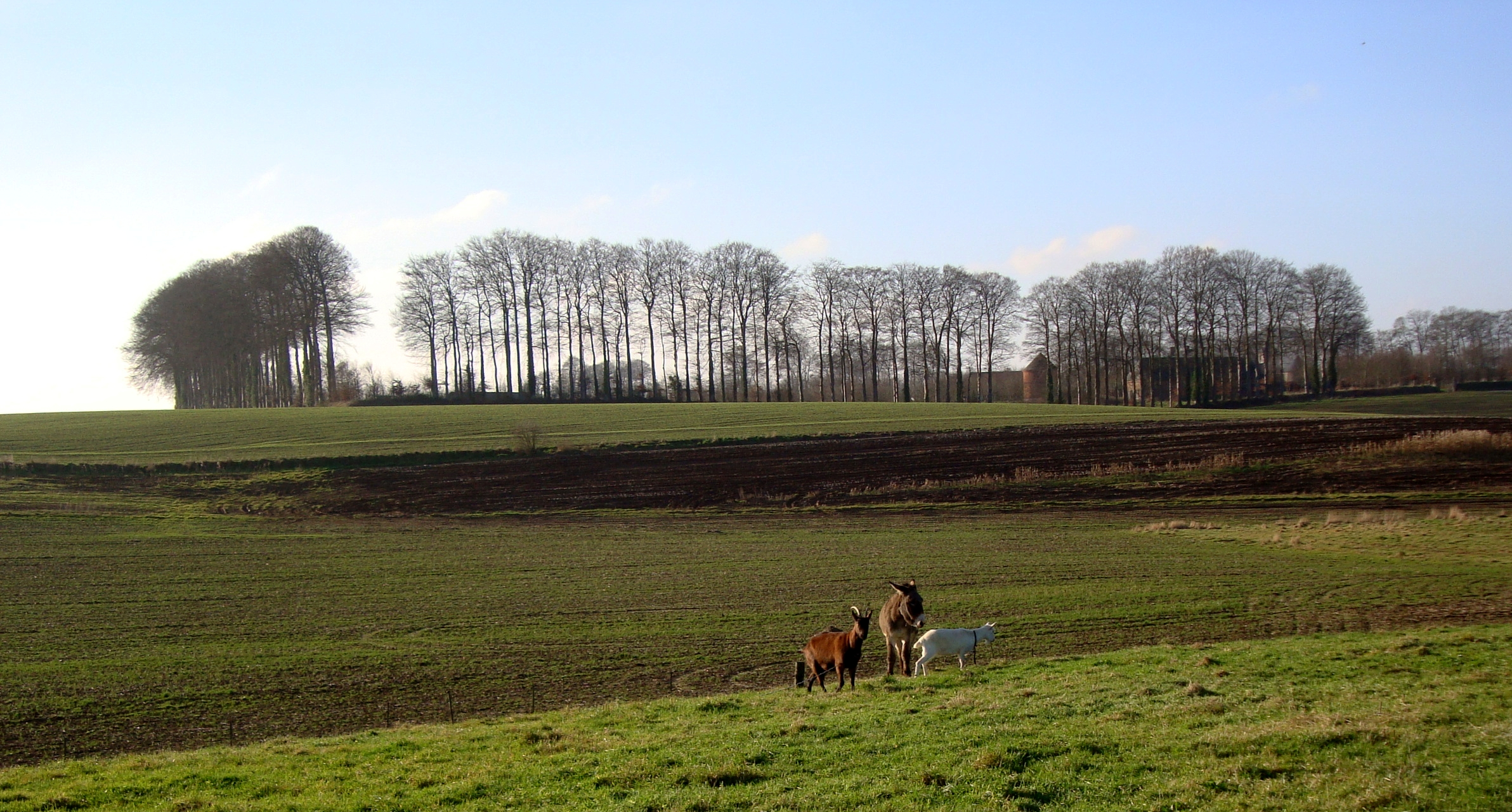
Venkovská krajina v Pays de Caux

Pays de Caux je historická oblast v Normandii o rozloze zhruba 3000 km². Leží v západní části francouzského departementu Seine-Maritime mezi dolním tokem Seiny a Alabastrovým pobřežím. Název kraje pochází od galského kmene Caleti. Největším městem je Le Havre, dalšími významnými sídly jsou Fécamp, Yvetot a Dieppe. Část místních obyvatel používá starobylý dialekt normandštiny, zvaný cauchois.

## Geografie
Oblast je tvořena velkou vápencovou plošinou, pocházející z období křídy. Pobřeží je lemováno příkrými útesy, které dosahují více než stometrové výšky, mezi nimi se nacházejí sníženiny zvané v místním nářečí valleuses. Zvlněná krajina nepřekračuje nadmořskou výšku 180 m. Pays de Caux má mírné a vlhké oceánické podnebí. Větry od moře dosahují rychlosti až 180 km/h. To vedlo ke vzniku typického prvku místní krajiny, tzv. clos-masure: sadů jabloní nebo hrušní obklopených větrolamy z vyšších stromů (dub, buk, topol). V kraji se pěstuje len setý a brambory, rozšířené je i pastevectví normandského skotu a rybolov. Hospodářským centrem je Le Havre s druhým největším francouzským přístavem a petrochemickým i automobilovým průmyslem. Region má dobré silniční i železniční spojení s Paříží.

## Historie
V oblasti se nachází řada památek z římského období, kdy byla důležitým centrem Juliobona (dnešní Lillebonne). Za vlády Merovejců tvořila Pays de Caux samostatný pagus, vznikaly zde kláštery jako opatství Saint-Wandrille založené roku 649. Úpadek přinesly nájezdy Vikingů v 9. století, v letech 911 až 1469 byla oblast součástí Normandského vévodství. I po znovupřipojení k Francii si Normandie ponechala vlastní zákony, existovala zde silná protestantská menšina, řada jejich příslušníků se po hugenotských válkách vystěhovala do zámoří. Za druhé světové války byly v oblasti sváděny těžké boje a většina měst byla vážně zdevastována.

## Kultura
Pays de Caux inspirovalo řadu umělců: Gustave Flaubert, Guy de Maupassant, Claude Monet, Gustave Courbet. Gabriel Benoist je nejvýznamnějším spisovatelem publikujícím v jazyce cauchois.

## Ochrana přírody
Oblast o rozloze 80 000 hektarů v jižní části Pays de Caux je od roku 1974 chráněna jako Parc naturel régional des Boucles de la Seine normande. Na zdejších vlhkých půdách roste např. rosnatka okrouhlolistá nebo podezřeň královská. V kraji se nachází množství zachovaných starých statků, využívaných díky snadné dostupnosti z Paříže pro ekoturistiku. V obci Allouville-Bellefosse roste dub, jehož stáří se odhaduje na 1200 let a je pokládán za nejstarší ve Francii.